# Józefowo Hryńcowskie
Józefowo Hryńcowskie – dawny folwark i zaścianek. Tereny, na których były położone, leżą obecnie na Białorusi, w obwodzie grodzieńskim, w rejonie oszmiańskim, w sielsowiecie Grodzie.

## Historia
W czasach zaborów zaścianek w gminie Polany, w powiecie oszmiańskim, w guberni wileńskiej Imperium Rosyjskiego. W 1905 roku liczył 10 mieszkańców, 4 dziesięciny, własność Leszczyńskiego.
W latach 1921–1945 zaścianek i folwark leżały w Polsce, w województwie wileńskim, w powiecie oszmiańskim, w gminie Polany.
W 1931:
- zaścianek w 1 domu zamieszkiwało 9 osób[2].
- folwark w 1 domu zamieszkiwało 19 osób[2].

Wierni należeli do parafii rzymskokatolickiej w Oszmianie. Miejscowość podlegała pod Sąd Grodzki w Oszmianie i Okręgowy w Wilnie; właściwy urząd pocztowy mieścił się w Oszmianie.